# A Incrível História de Henry Sugar
Roald Dahl's The Wonderful Story of Henry Sugar, ou simplesmente The Wonderful Story of Henry Sugar (bra/prt: A Incrível História de Henry Sugar), é um filme de fantasia em curta-metragem estadunidense de 2023, dirigido, escrito e produzido por Wes Anderson, baseado no conto homônimo de 1977 de Roald Dahl. É a segunda adaptação de um trabalho de Dahl dirigido por Anderson, após Fantastic Mr. Fox (2009). É estrelado por Benedict Cumberbatch como personagem titular ao lado de Ralph Fiennes, Dev Patel, Ben Kingsley e Richard Ayoade. A história mostra um homem rico aprendendo sobre um guru clarividente que conseguia ver sem usar os olhos através do poder de uma forma específica de yoga, e então se prepara para dominar a habilidade para trapacear no jogo.
O filme é o primeiro de uma série de quatro curtas adaptados dos contos de Dahl, incluindo "The Swan", "The Rat Catcher" e "Poison". O desenvolvimento do projeto começou em janeiro de 2022, com a maior parte do elenco contratado. As filmagens aconteceram em Londres naquele mês. The Wonderful Story of Henry Sugar foi originalmente considerado um longa-metragem até que Anderson esclareceu em junho de 2023 que faria parte de uma coleção de curtas-metragens.
The Wonderful Story of Henry Sugar estreou no Festival Internacional de Cinema de Veneza de 2023 em 1 de setembro e recebeu um lançamento limitado nos cinemas em 20 de setembro de 2023, antes de ser distribuído pela Netflix em 27 de setembro de 2023. Os outros três curtas de Anderson baseados nas narrativas de Dahl estrearam na Netflix nos dias seguintes: The Swan em 28 de setembro, The Rat Catcher em 29 de setembro e Poison em 30 de setembro.

## Enredo
Henry Sugar é o pseudônimo de um solteiro que usa sua fortuna herdada para financiar seus hábitos de jogo. Um dia, ele se depara com um livro com o relatório médico de Imdad Khan, um homem que afirmava poder ver e interagir sem usar os olhos. Depois de observar Imdad realizar feitos ainda maiores em seu próprio número de circo, o médico entrevistou Imdad e ele lhe contou sua história de vida. Quando era um jovem fugitivo de um circo itinerante, ele procurou um guru conhecido como O Grande Iogue, que conseguia meditar enquanto levitava seu próprio corpo. Relutantemente, o Grande Iogue ensinou a Imdad seu método de meditação, que lhe rendeu habilidades, embora ele tenha morrido durante a noite, antes que os médicos pudessem estudá-lo mais detalhadamente.
Ao praticar as meditações de Imdad de olhar para a chama de uma vela na altura dos olhos enquanto imagina o rosto da pessoa que ele mais ama no mundo, Henry consegue ver através do verso das cartas de baralho para ler o valor nominal após três anos de prática, algo que Disseram a Imdad que apenas um em um bilhão seria capaz de fazer isso em um curto espaço de tempo. Henry usa sua habilidade em um cassino e ganha £30.000 no blackjack. Insatisfeito com sua facilidade em ganhar dinheiro, ele joga o dinheiro de sua sacada nas ruas de Londres. Depois de quase causar um motim, um policial sugere que ele encontre uma forma mais eficaz de caridade. Henry decide viajar pelo mundo, ganhando dinheiro em cassinos com sua habilidade sob vários disfarces e estabelecendo uma rede de hospitais e orfanatos de sucesso. Duas décadas depois, Henry morre de embolia pulmonar que ele sabia que causaria sua morte, podendo ver o coágulo através de sua pele. Seu contador contrata Roald Dahl para escrever sua história sob o pseudônimo de Henry Sugar.

## Elenco
- Benedict Cumberbatch como Henry Sugar / Max Engelman
- Ralph Fiennes como Roald Dahl / Policial
- Dev Patel como Dr. Chatterjee / John Winston
- Ben Kingsley como Imdad Khan / Negociante
- Richard Ayoade como Dr. Marshall / The Great Yogi
- David Gant como Casino Croupier
- Jarvis Cocker como recepcionista do cassino / amigos de Henry

## Produção
Em setembro de 2021, a Netflix adquiriu a Roald Dahl Story Company por US$ 686 milhões. O projeto do filme foi confirmado em 7 de janeiro de 2022, um dia depois de ter sido relatado que Wes Anderson estava definido para escrever e dirigir a adaptação cinematográfica, com distribuição da própria Netflix. Foi anunciado que Benedict Cumberbatch estrelaria como Sugar, com Ralph Fiennes, Dev Patel e Ben Kingsley em papéis coadjuvantes. Rupert Friend e Richard Ayoade mais tarde se juntaram ao elenco.
As filmagens começaram em Londres em janeiro de 2022. The Wonderful Story of Henry Sugar foi originalmente considerado um longa-metragem, mas Anderson esclareceu em junho de 2023 que faria parte de uma coleção de curtas-metragens.

## Lançamento
The Wonderful Story of Henry Sugar estreou fora de competição no 80º Festival Internacional de Cinema de Veneza em 1 de setembro de 2023. Teve lançamento limitado nos cinemas em 20 de setembro, apenas em Nova Iorque e Califórnia. Foi inicialmente definido para lançamento em streaming em 13 de outubro de 2023, mas foi lançado na Netflix em 27 de setembro.

## Recepção
No site agregador de críticas Rotten Tomatoes, o filme detém um índice de aprovação de 95% com base em 87 críticas com uma classificação média de 8,4/10. O consenso dos críticos do site diz: "Com The Wonderful Story of Henry Sugar, Wes Anderson retorna ao mundo de Roald Dahl – e prova que seu estilo distinto é adequado para uma das histórias mais doces do autor." No Metacritic, o filme detém uma pontuação média ponderada de 85 em 100 com base em 30 críticos, indicando "aclamação universal".
Na Variety, Peter Debruge chamou o filme de "deliciosamente justo" e acrescentou que o conto de Dahl "prova uma boa combinação para a abordagem intrincada de Anderson". Da mesma forma, Leslie Felperin, do The Hollywood Reporter, escreveu: "The Wonderful Story of Henry Sugar é uma redução perfeitamente equilibrada. Tem a maioria das notas de sabor exclusivas de Anderson, mas em estoque saudável e clarificado". David Ehrlich, da IndieWire, chamou-o de "o filme mais visualmente inventivo que Anderson fez até agora" e acrescentou: "Sua apresentação é algo que nunca vimos antes, seja de Anderson ou de qualquer outra pessoa, mas seu ethos poderia não ser mais familiar para quem acompanhou seu trabalho".
Glenn Kenny, do RogerEbert.com, deu ao filme 4 de 4 estrelas e escreveu que: "É desarmante e adorável ver uma parábola de crescimento espiritual apresentada no estilo de caixa de joias de Anderson. Sua entrega aqui não é intencionalmente excêntrica, mas maravilhosamente centrada. Forma destaca o conteúdo de Henry Sugar de uma forma encantadora."